# Orde van de Bevrijding van het Volk 1941-1944

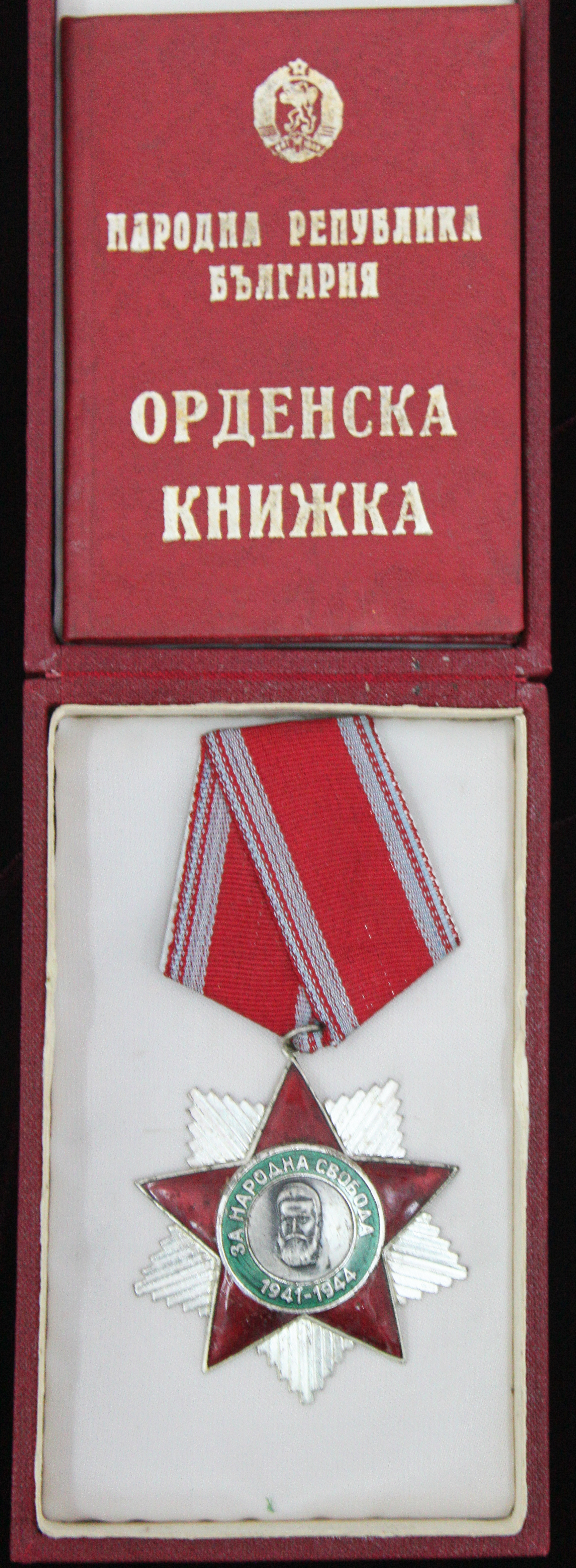
Versiersel van de orde, Tweede Klasse in de originele doos.

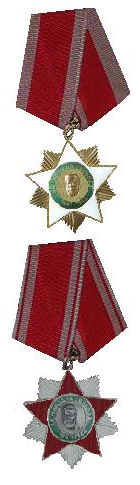
De twee graden of klassen van de Orde van de Bevrijding van het Volk 1941-1944.

De Orde van de Bevrijding van het Volk 1941-1944 (Bulgaars: Орден "Народна Свобода 1941-1944 гр, Orden Narodna Svoboda 1941-1944 g) werd in Bulgarije op 14 september 1945 ingesteld en kreeg op 30 september 1955 statuten. De orde kende twee graden en werd aan Bulgaren en vreemdelingen toegekend die als partizanen of anderszins vóór de negende september 1944 aan de strijd voor vrijheid hadden deelgenomen. Ook buitenlanders die in deze periode door hun strijd tegen het fascisme de dankbaarheid van het Bulgaarse volk hadden verworven kwamen voor de orde in aanmerking.

## De twee graden en hun versierselen
- Eerste Klasse: Het versiersel van de Eerste Klasse is een goudkleurige vijfpuntige wit geëmailleerde ster die op een vijfpuntige goudkleurige ster is gelegd.[2]
- Tweede Klasse: Het versiersel van de Eerste Klasse is een vijfpuntige wit geëmailleerde ster die op een vijfpuntige zilveren ster is gelegd.

Het versiersel is een goud- of zilverkleurige wit vijfpuntige geëmailleerde ster. De punten van deze ster staan in een hoek ten opzichte van de bovenste ster zodat een ster met tien punten ontstaat. In het midden is een goud- of zilverkleurig medaillon met het portret van Bulgaarse dichter Cristo Botev, leider van de mislukte opstand van 1867, aangebracht. Op de groene ring om het medaillon staat ‘ЗА НАРОДНА СВОБОДА’ ( vertaling: "Za Narodna Svoboda 1941-1944" oftewel "Voor de Vrijheid van het Volk") in cyrillische letters. De keerzijde is soms versierd en bij andere exemplaren glad.
Het zilverkleurige versiersel van de Tweede Klasse is verder gelijk aan dat van de Eerste Klasse, met dien verstande dat het emaille rood is waar bij de Eerste Klasse witte emaille werd gebruikt. Dat de lagere graad rood is, is een Bulgaarse traditie die teruggaat tot de Militaire Orde voor Dapperheid in de Oorlog uit 1889.
Het lint was voor de 1e graad rood met brede zilverwitte biesen en voor de 2e graad rood met langs de rand van de zilvergrijze biesen een smalle rode streep. De vorm van de onderscheiding lijkt geïnspireerd te zijn door de Sovjet-Russische Orde van de Glorie.
Van de door Boris Angelushev ontworpen versierselen bestaan diverse uitvoeringen; de eerste sterren werden net als de kleine sterren van de socialistische orden van de Sovjet Unie zonder lint op de borst gedragen. Sommige sterren hebben een schroef op de achterzijde. Daarmee is het medaillon op de voorzijde vastgezet. De achterzijde kan gedeeltelijk bewerkt zijn. Een ster van het derde model van de Tweede Klasse heeft een diameter van 51 millimeter en weegt 43.57 gram. Een exemplaar uit 1971, van het derde type, werd op een veiling aangeboden aan een rood lint met een brede grijze baan in het midden. Vijfpuntige sterren zonder de onderliggende ster worden op de veilingen wel aangeboden, maar zijn beschadigde en incomplete exemplaren.
De productie was eerst toevertrouwd aan de fabriek van Strahil Miloshev, later aan de Munt in Sofia.
De medaillons zijn verschillende uitvoeringen bekend. De hoek waarin de kop van Cristo Botev is afgebeeld varieert. Bij de eerste versie kijkt de dichter naar links, bij de tweede versie kijkt hij naar rechts. Op de derde versie is het hoofd zonder de schouders afgebeeld.
Het invoeren van orden en onderscheidingen met een vijfpuntige ster, symbool van het communisme, en een vijfhoekig lint betekende voor Bulgarije een breuk met het verleden. Het land was zichtbaar in de invloedssfeer van de Sovjet-Unie komen en zou de sovjet-tradities op het gebied van onderscheidingen lange tijd volgen.